# Античний міст через Гвадіану
Римський міст у Мéриді (ісп. Puente Romano) — арковий міст з тесаного граніту, перекинутий за часів Траяна, на початку II століття, через річку Гвадіана у колонії Емеріта-Августа (нині місто Мéрида в Іспанії).
Міст початково складався з 62 прольотів загальної довжини в 755 метрів. Через ріст культурного шару прольоти з південного берега занурились під землю. На початок ХХІ сторіччя міст складається з 60 прольотів і при довжині в 721 метр є найдовшим мостом, уцілілим з часів античності.
Міст веде до фортеці Алькасаба, яку звелів побудувати в 835 році арабський правитель Абд ар-Рахман II . Подібно до інших історичних пам'ятників Мериди, він знаходиться під охороною ЮНЕСКО в складі об'єкта «Археологічний комплекс Мерида»
Арковий міст став продовженням головної вулиці міста, прямуючу прямо через річку. Споруда проходить через невеликий острів, що розрізає невеликі потоки. Раніше на острові розташовувалася дамба, а міст складався з двох ділянок: від берега до острова, від острова до берега, які були пов'язані дерев'яним містком. Однак частини первісного мосту були зруйновані під час повені в 1603 році. Тоді було вирішено з'єднати дві аркові групи за допомогою кам'яних арок посередині. З тих пір міст перетинає річку як єдине ціле.
До 1990 року міст був автомобільним. У 1993 році міст було оголошено місцем всесвітньої спадщини ЮНЕСКО.